# Robert Lowery (koszykarz)
Robert Lowery Jr. (ur. 23 grudnia 1987 w Forestville) – amerykański koszykarz, występujący na pozycji rozgrywającego, aktualnie zawodnik Cmoków Mińsk.
6 sierpnia 2018 został zawodnikiem Polskiego Cukru Toruń.
11 lipca 2019 dołączył do greckiego Promitheas Patras.
22 lipca 2020 przedłużył umowę z białoruskim zespołem Cmoki Mińsk.

## Osiągnięcia
Stan na 23 lipca 2020, na podstawie, o ile nie zaznaczono inaczej.
College
- Mistrz turnieju National Invitation Tournament (NIT – 2010)[6]
- Uczestnik II rundy turnieju NCAA (2009)
- Zaliczony do I składu dywizji II junior college All-American (2008)
- Uczestnik meczu gwiazd national junior college (2008 – Phoenix)

Drużynowe
- Mistrz:
  - Kazachstanu (2017)
  - Łotwy (2015)
- Wicemistrz Polski (2019)[7]
- Zdobywca:
  - pucharu:
    - Kazachstanu (2017)
    - Niemiec (2016)

  - Superpucharu Polski (2018)[8]

Indywidualne
- MVP kolejki EBL (22 – 2018/2019)[9]
- Zaliczony do II składu EBL (2019 – przez dziennikarzy)[10]
- Uczestnik meczu gwiazd ligi:
  - łotewskiej (2015)
  - czeskiej (2012)